# 141P/Макхольца
Комета Макхольца 2 (141P/Machholz) — короткопериодическая комета из семейства Юпитера, которая была обнаружена 13 августа 1994 года американским астрономом-любителем Дональдом Макхольцом с помощью 0,25-метрового телескопа в Colfax (англ.) Калифорния. Она была описана как диффузный объект 10,0 m звёздной величины с комой 3—4 угловых минуты и слабой конденсацией в центре. Комета обладает довольно коротким периодом обращения вокруг Солнца — чуть менее 5,3 года.

Орбита кометы Макхольца 2 и её положение в Солнечной системе

## История наблюдений
Первая параболическая орбита была вычислена и опубликована уже 15 августа 1994 года японским астрономом Сюити Накано. Согласно его расчётам комета должна была пройти перигелий 13 сентября 1994 года на расстоянии 0,757 а. е. А к 23 августа британский астроном Дэниэл Э. Грин завершил расчёт эллиптической орбиты, согласно которой комета прошла перигелий 17 сентября на расстоянии 0,753 а. е. и имела период обращения 6,81 года. К концу сентября новые наблюдения позволили уточнить этот период до 5,23 года, что делало эту комету одной из самых короткопериодических. 
Незадолго до этого, 28 августа, австрийский астроном Михаэль Егер сообщил об обнаружении в 48 угловых минутах от основного тела кометы ещё одного объекта, который имел магнитуду 11,0 m и двигался в том же направлении, что заставило сделать вывод, что этот объект является частью ранее обнаруженной кометы. Вскоре был найден и третий фрагмент, который независимо обнаружили чешский астроном Петр Правец 2 сентября и американский астроном Уэйн Джонсон 3 сентября. Он находился в 43 угловых минутах от второго фрагменты и имел магнитуду около 12,0 m. Четвёртый и пятый фрагменты в течение следующих суток также были обнаружены Петром Правецем и подтверждены наблюдениями других астрономов. Всего официально было выявлено пять фрагментов, которые к 21 сентября получили буквенные индексы A, B, С, В и E, хотя Правец отмечал возможное наличие сразу двух конденсаций внутри комы объекта D. 
Хотя первоначальные оценки показывали, что даже на пике яркости блеск кометы не превысит 10,0 m звёздной величины, по мере распада кометы и выявления новых фрагментов общая её яркость продолжала расти, пока в начале сентября не достигла значения 7,0 m. 
Первое восстановление кометы произошло 3 августа 1999 года благодаря наблюдениям австралийского астронома Роберта Макнота в обсерватории Сайдинг-Спринг. Текущее положение кометы указывало на необходимость корректировки орбиты орбиты всего на +0,8 суток. На тот момент комета, а именно фрагмент А, выглядела в виде точечного объекта 20,3 m звёздной величины. Поиск других компонентов первоначально ничего не давал и лишь в конце октября, когда яркость кометы достигла значения 12,0 m астрономам удалось различить фрагмент D, который был на одну звёздную величину слабее основного компонента, но к концу октября они сравнялись по яркости, а размер комы обоих фрагментов достиг 2 угловых минут в поперечнике. Однако, уже в декабре фрагмент D начал постепенно тускнеть, достигнув к концу месяца магнитуды 13,5 m, в то время как фрагмент А, напротив, продолжал наращивать яркость, достигнув в это же время своего максимального блеска в 10,0 m. Поведение фрагмента D было довольно необычно: если в 1994 он посветлел сразу после прохождения перигелия, превысив яркость основного компонента, то в 1999 году его яркость начала падать ещё до прохождения перигелия, при этом в 2005 он и вовсе не наблюдался, что, впрочем, может объясняться неблагоприятными условиями наблюдения.

## Сближения с планетами
Из-за сильно вытянутой орбиты и близости перигелия к Солнцу комета часто оказывается внутри Солнечной системы и потому, в отличие от других планет, испытывает тесные сближения не только с Юпитером и Землёй, но даже с Венерой. В XX веке таких сближений было восемь, из них шесть с Землёй и два с Юпитером. В XX веке должно произойти семь сближений, — из которых четыре будут с Землёй (особенно интересен в этом плане ожидается сближение 2036 года), два — с Юпитером и одно, очень тесное, — с Венерой.
- 0,27 а. е. от Земли 9 октября 1920 года;
- 0,98 а. е. от Юпитера 10 марта 1935 года;
- 0,27 а. е. от Земли 27 октября 1936 года;
- 0,20 а. е. от Земли 26 августа 1957 года;
- 0,99 а. е. от Юпитера 2 апреля 1970 года;
- 0,25 а. е. от Земли 5 января 1979 года;
- 0,32 а. е. от Земли 7 августа 1994 года;
- 0,32 а. е. от Земли 15 января 2000 года;
- 0,93 а. е. от Юпитера 13 октября 2017 года;
- 0,12 а. е. от Земли 18 декабря 2036 года;
- 0,24 а. е. от Земли 31 октября 2057 года;
- 0,90 а. е. от Юпитера 15 апреля 2065 года;
- 0,27 а. е. от Земли 8 сентября 2073 года;
- 0,14 а. е. от Венеры 15 февраля 2079 года;
- 0,20 а. е. от Земли 14 ноября 2094 года.